# 両角昂
両角 昂（もろずみ のぼる）は、海軍軍人。最終階級は海軍主計大佐。

## 略歴
熊本県に生まれる。大正6年に熊本県立玉名中学校（同期生に坂口主税や弘好文）を卒業した。
その後、海軍経理学校に進学し、11期生として1922年6月に海軍経理学校を卒業した。
海軍主計少尉候補生に任官後は、1927年に海軍主計大尉となり、第29駆逐隊主計長や、第12駆逐隊主計長などを歴任した。
1935年11月には海軍主計少佐となり、佐世保防備隊の主計長や横須賀海軍経理部部員などを歴任した。
1941年に海軍主計中佐、1944年に海軍主計大佐となり、大湊警備府の札幌支部長で終戦を迎えた。
終戦直後に大湊警備府主計長に任命され、戦後処理に尽力した。
戦後は、郷里の玉名市に帰省し、玉名運送の重役などを歴任した。